# Spexarder Bauernhaus
Das Spexarder Bauernhaus ist ein als Bürgergemeinschaftshaus genutztes Baudenkmal im Stadtteil Spexard der ostwestfälischen Kreisstadt Gütersloh. Es wurde 1536 erbaut und gilt damit als das älteste erhaltene Bauwerk der Stadt Gütersloh (allein der Turm der Apostelkirche ist älter). Seit es 1993 an die Lukasstraße transloziert wurde, hat es sich zu einem Wahrzeichen von Spexard entwickelt.

## Geschichte
Das Spexarder Bauernhaus war ursprünglich das Haupthaus des 1370 erstmals erwähnten Hofes Meier to Berens, einer von fünf Vollerbenhöfen in Spexard. Dieser fiel 1583 an Verl, mit der kommunalen Gebietsreform 1969 aber wieder an Spexard, das in die Stadt Gütersloh eingemeindet wurde.
Das Haus ist ein mächtiger Zweiständerbau mit Ziegelausfachung und utluchtartigem Vorbau, dessen ältester Teil laut dendrochronologischer Datierung bereits 1536 erstellt wurde. 1572 wurde es erweitert und 1781 umfassend erneuert. 
Das Bauernhaus befand sich ursprünglich an der Helmholtzstraße ganz in der Nähe der A 2. Ende der 1980er Jahre stand es leer und sollte abgerissen werden. 
1990 gründete sich der „Freundeskreis Spexarder Bauernhaus“, der sich die Rettung des Gebäudes vor dem Verfall und die Schaffung eines Bürgerhauses für den Ortsteil Spexard zum Ziel setzte. Die Stadt Gütersloh kaufte das sich bis dahin in Privatbesitz befindliche Gebäude. In einem Gutachten stufte das Westfälische Amt für Denkmalpflege das Fachwerkhaus als eines der letzten Zeugnisse der bäuerlichen Vergangenheit Güterslohs ein und bescheinigte einen hohen Denkmalwert. Am 25. Januar 1991 wurde das Bauernhaus in die Gütersloher Denkmalliste eingetragen. 
Ab August 1993 wurde es an die Lukasstraße versetzt, da es an seinem ursprünglichen Standort nicht zu halten war. Im Zuge dieser Maßnahmen wurde die 1974 entfernte Utlucht wieder ergänzt. Am 21. Januar 1995 wurde es von den Spexarder Vereinen und der Bevölkerung feierlich eingeweiht. Die Baukosten hatten 2,29 Millionen D-Mark betragen.
Das Haus ist Eigentum der Stadt Gütersloh, die die Betriebskosten übernimmt. Träger des Spexarder Bauernhauses und damit Verwalter ist der Heimatverein Spexard, der mit der Stadt einen Nutzungsvertrag abgeschlossen hat. Das Spexarder Bauernhaus steht allen Vereinen, Gruppen und Parteien der Stadt (nicht nur des Stadtteils) für Veranstaltungen mit heimatkundlichem Bezug zur Verfügung, z. B. für Vorträge, Konzerte, Lesungen oder Ausstellungen. Private Veranstaltungen wie z. B. die Nutzung als Partydeele sind dagegen ausgeschlossen.
Der Platz vor dem Bauernhaus wurde 2007 mit einem Kopfsteinpflaster neu befestigt. 2009 erstelle die Schützenbruderschaft St. Hubertus Spexard in Eigenleistung eine elf Meter lange Remise als Lagerraum in direkter Nachbarschaft zum Bauernhaus.
Aus Anlass des 25-jährigen Jubiläums im Jahr 2020 wurde das Spexarder Bauernhaus von Oktober 2019 bis August 2020 grundlegend renoviert. Bereits ein Jahr zuvor hatten der Heimatverein als Träger und die Stadt Gütersloh als Eigentümerin zusammen die Planungen dazu aufgenommen. Die komplette Elektro-Installation des Hauses wurde überarbeitet und die Beleuchtung auf LED-Technik umgestellt. Erstmals wurde auf der Deele und im Fleet – der alten Bauernküche des Hauses – moderne Medientechnik installiert. Auch der Sanitärbereich musste nach einer Nutzung von 25 Jahren dringend renoviert werden. Malerarbeiten und eine Instandsetzung des Weges zum Haupteingang schlossen die Arbeiten ab.